# 扎戈爾布 (大別列茲尼區)
49°0′48″N 22°39′46″E / 49.01333°N 22.66278°E
扎戈爾布（烏克蘭語：Загорб）是烏克蘭西部的村莊，隸屬外喀爾巴阡州的烏日霍羅德區。該村始建於1551年，面積36.5平方公里，海拔高度526米，2001年人口571，人口密度每平方公里15.62人。